# Зелёная партия Ирландии
Зелёная па́ртия (ирл. Comhaontas Glas) — ирландская политическая партия зелёных. Основана 3 декабря 1981 года в Дублине под названием Ecology Party of Ireland. Впервые заняла место в Дойл Эрян в 1989 году. Название Green Alliance/Comhaontas Glas партия приняла в 1983 году, а к наименованию Green Party/Comhaontas Glas пришла в 1987. Члены партии занимали министерские кресла в областях, связанных с природоохраной. На парламентских выборах 2011 года партия потеряла представительство в Дойл Эрян. При этом располагает одним депутатом в Ассамблее Северной Ирландии. По результатам досрочных парламентских выборов 2020 года получила 12 мандатов в Дойл Эрян.